# Hervededo (Camponaraya)
Hervededo es una localidad del municipio de Camponaraya, conocida por su cercanía a la vecina Narayola en la comarca de El Bierzo, en la provincia de León, Comunidad Autónoma de Castilla y León (España).

## Situación
Se encuentra rodeado por las siguientes localidades:

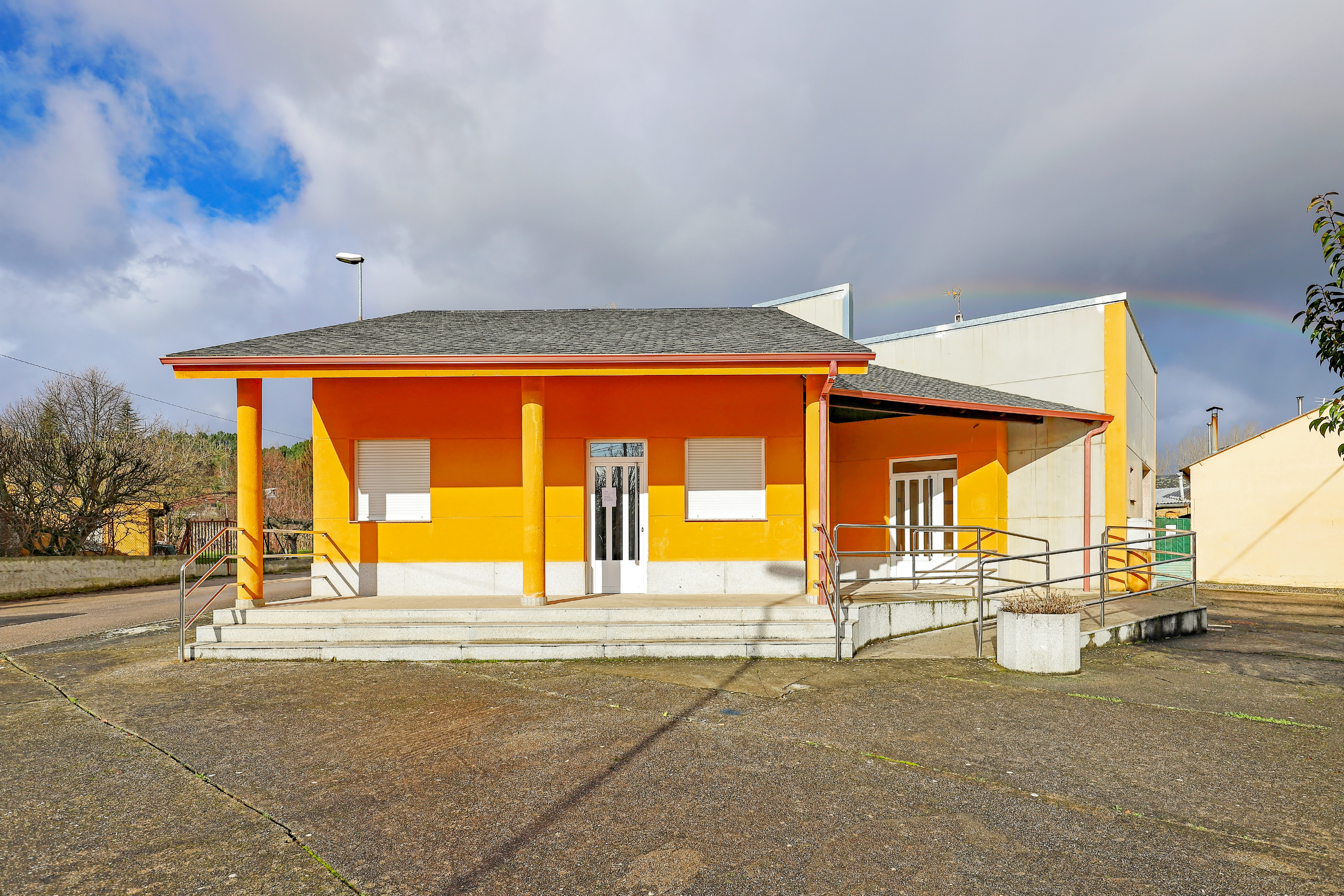
Centro cívico

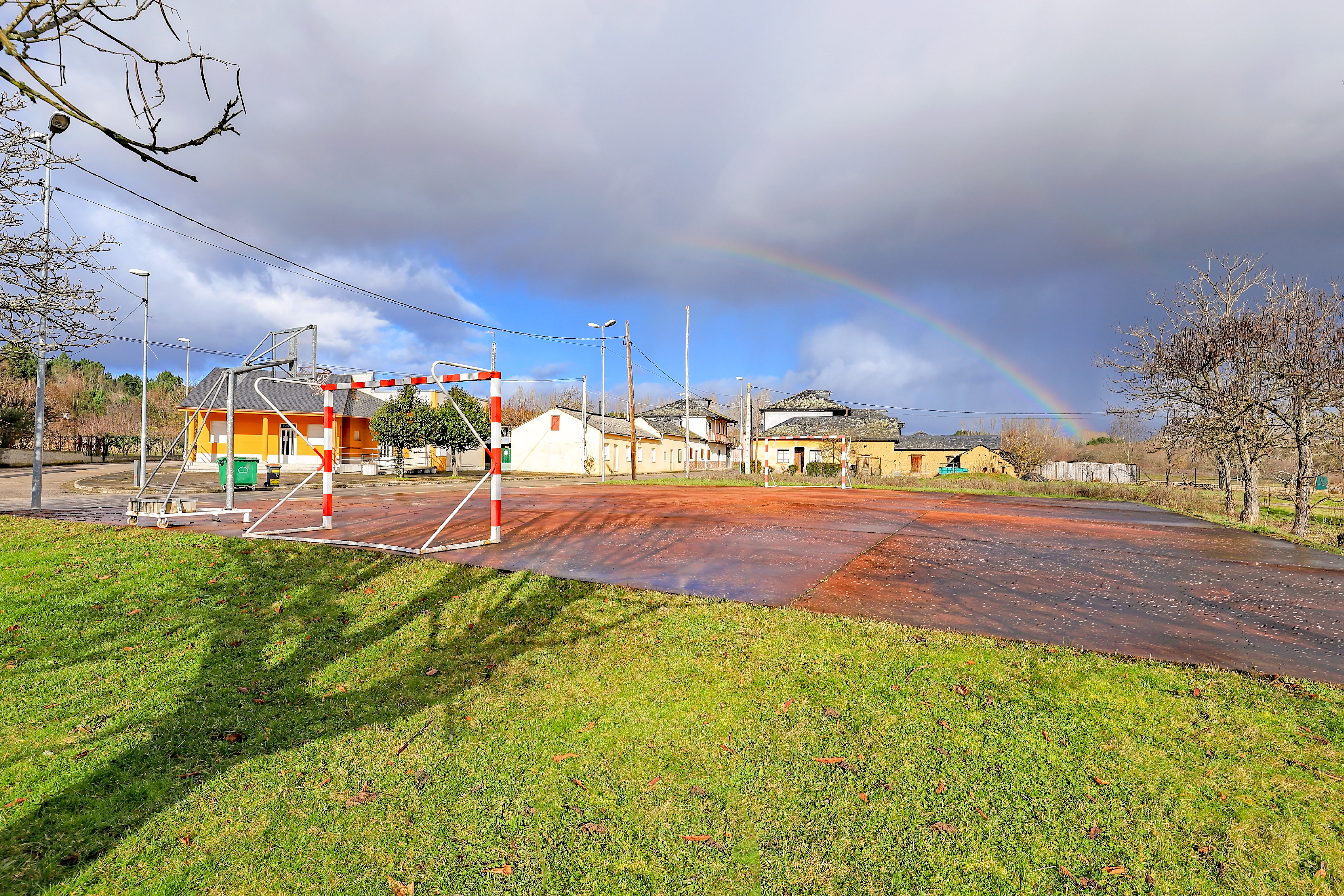
Instalaciones deportivas

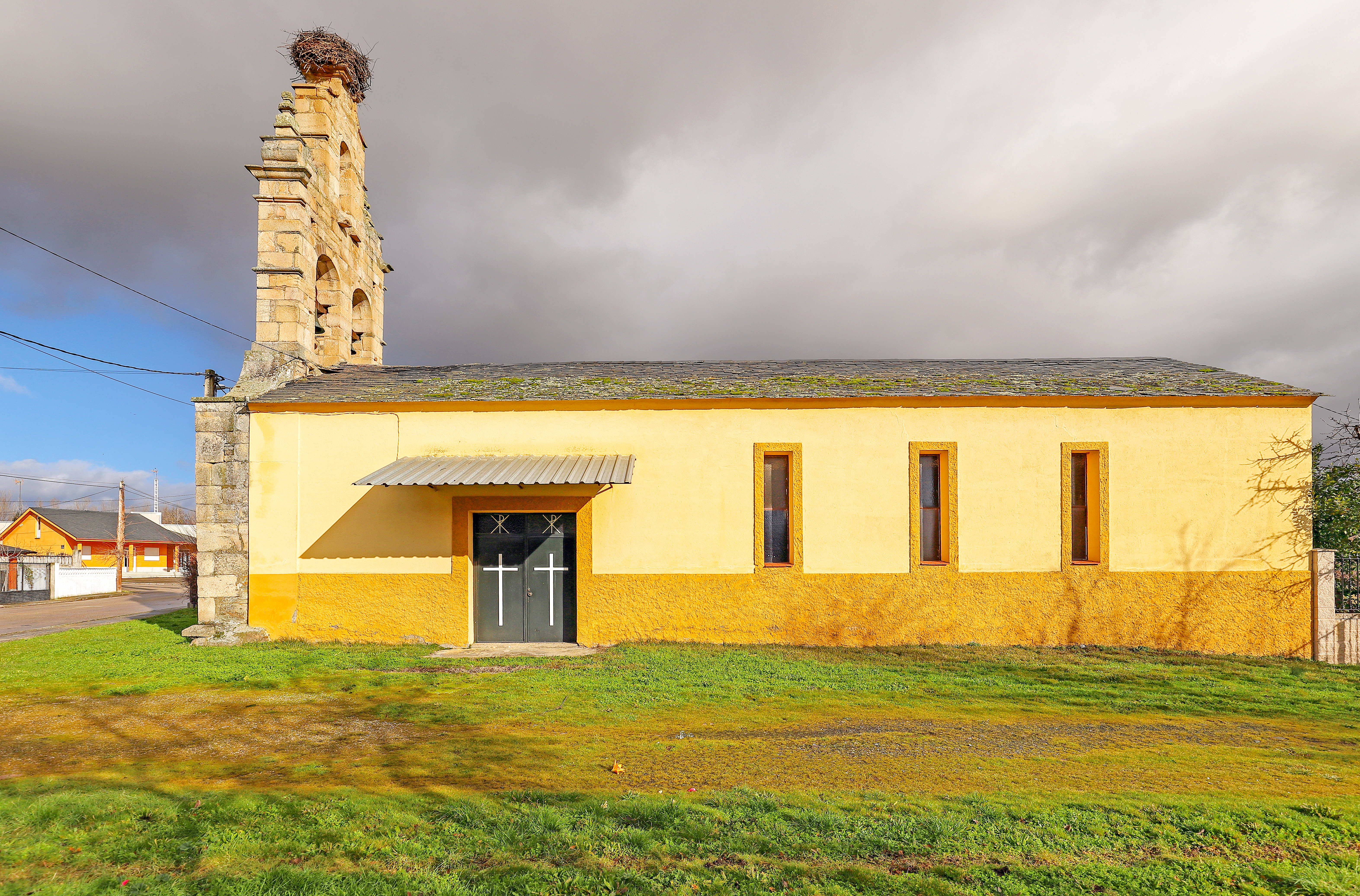
Iglesia de la Purificación

- La Válgoma al SO.
- Magaz de Abajo al O.
- Magaz de Arriba al NO.
- Cabañas Raras al NE.
- Cortiguera al E.
- Fuentesnuevas al SE.
- Camponaraya al S.

## Geografía
Hervededo está situado a 518 m. sobre el nivel del mar, en la zona central de la hoya del Bierzo. El pueblo se encuentra enclavado en un valle rodeado de suaves colinas arcillosas. Estas alcanzan alturas que rondan los 600 metros (598 m. en el Valegrande). El suelo está compuesto de arcillas rojizas y cascajo.
Los campos están ocupados por viñedos, frutales, praderas semiabandonadas y zonas de monte de roble, castaño, pino, matorral y bosquecillos de ribera. Los montes más extensos son el Jaradal y el monte adyacente de la Cogolla, si bien tras la concentración parcelaria se roturaron parte de los montes comunales.
Diversas regueras y canales de riego recorren el término, permitiendo la introducción del regadío tras la construcción del embalse de Bárcena.
Desde cualquier altozano del pueblo pueden divisarse los montes Aquilianos, los pinares de Sancedo y Arganza, algunos de los picos de los Ancares, en segundo término, y la peña de la Seo, hacia Oencia.

## Clima
El clima es de transición entre el mediterráneo continental y el oceánico. Comparte las características del de otros pueblos de la Hoya del Bierzo, si bien puede señalarse que la temperatura suele ser un par de grados inferior a la de Ponferrada.
Los inviernos son fríos, pero menos que en la parte montañosa o mesetaria de la provincia. Suele nevar todos los años, pero en cantidad escasa y pocos días.
Las heladas son muy frecuentes y se alargan hasta el mes de abril. En ocasiones afectan gravemente a los cultivos de viña, frutales y huertos. Asociadas a estas están las nieblas por irradiación, tan frecuentes en el Bierzo, que en ocasiones hacen que las heladas se prolonguen durante varios días. El hielo que puede formarse en la Plaza del Rollo ha provocado accidentes, al patinar los coches que toman la curva hacia la carretera de Cortiguera a excesiva velocidad.
Los veranos son relativamente calurosos, pero refresca por las noches, y ocasionalmente se dan días de temperaturas bastante bajas en agosto.
Algunos vecinos señalan el otoño y la primavera como las estaciones más agradables por lo suave del clima, y la belleza del paisaje en estas épocas del año.

## Flora y fauna
Destacan los montes de castaños (Castanea sativa), con el hermoso soto de castaño bravo que se extiende al pie del Valegrande. También abundan los castaños injertados, cuyo cultivo está un tanto abandonado, viéndose afectados por la tinta y el chancro. Algunos de ellos presentan formas extrañas y sugerentes, con los troncos ahuecados, y recuerdan a los árboles de los cuentos infantiles. Sus frutos son consumidos en los tradicionales magostos. En la actualidad se discute si el castaño fue introducido por los romanos en la Península, desde la costa del mar Negro de Anatolia, o si es una especie autóctona, teoría que parece estar imponiéndose.
También entre la vegetación forestal autóctona podemos señalar los bosquecillos de roble rebollo (Quercus pyrenaica) y encinas (Quercus ilex); y algún chopo del país (Populus nigra) y "salgueros" (Salix fragilis) entre la vegetación de ribera. La mayor parte de los rebollos presentan un tamaño reducido, o son simples matorrales.
Según algunas etimologías, el madroño (Arbutus unedo) —érbedo en gallego— da nombre al pueblo, si bien no parece existir en las inmediaciones. Sí existen algunos escasos ejemplares de alcornoque (quercus suber) en torno al término municipal, como por ejemplo uno de porte monumental cercano al vértice geodésico que hay ya en término de Cabañas Raras. Igualmente, cerca de esta zona se han plantado abedules en una repoblación, árbol presente en la orla montañosa del Bierzo, pero no en el valle, donde resulta desconocido para muchos vecinos.
Los negrillos (Ulmus niger) tan abundantes y característicos en el pasado, han muerto en su mayor parte como consecuencia de la grafiosis.
Los pinos no forman parte de la vegetación autóctona, pero son cada vez más frecuentes debido a las repoblaciones forestales. Originariamente se plantaban pinos resineros (Pinus pinaster), como en el alto del Valegrande; pero en las últimas décadas se viene observando la repoblación masiva con el californiano pino de Monterrey (Pinus radiata), en ocasiones a costa del robledal autóctono, como sucede en el monte del Jaradal. Para la producción de papel y madera ligera se introdujo el álamo americano (Populus canadensis), que crece en regadío y plantación geométrica.
Se viene observando el cultivo de roble americano en antiguos campos de cultivo para la producción maderera. Su madera es muy apreciada en la fabricación de barricas para el vino.
Entre la vegetación arbustiva destacan las urces (Calluna vulgaris), los tojos (Ulex europaeus) y las escobas (retama sphaerocarpa) y las zarzas.
Abunda el endrino (Prunus spinosa), el espino blanco y el torvisco (Daphne gnidium) en campos abandonados y márgenes de los caminos.
En regueras y zonas inundadas suele crecer la espadaña (Typha angustifolia)y el junco(Juncus acutus).
La fauna, hace años no tan rica, se está recuperando merced al abandono de los cultivos por el éxodo rural. Entre la ornitofauna se puede citar el arrendajo "gaio", la urraca "pega", la paloma torcaz, la perdiz roja, el ratonero (a falta de confirmación), la golondrina, el gorrión y la cigüeña blanca, abundantísima hasta que se clausuró el vertedero.
Con respecto los mamíferos, se tienen referencias de la presencia del corzo (Capreolus capreolus) y el jabalí (Sus scrofa) en la última década. Frecuentemente dañan los cultivos. Seguramente proceden de la reserva de caza de Ancares y aledaños, si bien hoy en día son muy abundantes en casi todos los montes del Bierzo.
Igualmente abundan los conejos, y en mucha menor medida estarían presentes las liebres.
Los lirones, seguramente caretos, son citados por los vecinos mediante este nombre, si bien cabe la posibilidad de confusión con algún otro tipo roedor. También se puede señalar la presencia de unos pocos ejemplares ardilla roja. Son abundantes los erizos, aquí conocidos como puercoespines, que con demasiada frecuencia son víctimas de atropellos, o de los perros del pueblo. También se da el topo común.
Entre los carnívoros, hay constancia de la presencia de zorros o raposas (Vulpes vulpes) que en ocasiones matan algunas gallinas; y se presupone la presencia de otros pequeños depredadores como la "donecilla" o comadreja (Mustela nivalis),y otros mustélidos adaptables a los medios antropizados.
Capítulo aparte merece el lobo (Canis lupus signatus). Hay referencias de la presencia del lobo, con testimonios de ataques a rebaños de ovejas en los alrededores el pueblo, al menos hasta los años cincuenta. Igualmente, se señala entre los naturales del pueblo, el hecho de que los lobos atrajeran a los perros de los vecinos fuera de las casas para luego devorarlos. En los últimos años se ha vuelto a tener constancia de la presencia, probablemente ocasional, de lobos en los alrededores. Por la poca extensión de los bosques y áreas de matorral, es de suponer que son ejemplares de paso y no crían en el término.
En general, la actitud hacia el lobo, como en el resto de España, es bastante negativa, si bien su presencia forma parte de la cultura popular.
Finalmente, entre la herpetofauna, pueden destacarse el lagarto ocelado y la rana común, entre otras especies.

## Evolución demográfica
| 2000 | 2001 | 2002 | 2003 | 2004 | 2005 | 2006 | 2007 | 2008 | 2009 | 2010 | 2011 |
| 90   | 93   | 94   | 89   | 85   | 85   | 91   | 88   | 84   | 84   | 83   | 88   |

## Lengua y cultura popular
Hervededo se sitúa en una zona de transición entre el gallego y el leonés, si bien en la actualidad apenas quedan restos del habla tradicional de la zona, más allá del español con vocabulario berciano que habla la mayoría de la población.
La línea de demarcación entre las variedades leonesas y las gallegas se viene situando por parte de algunos filólogos en torno al río Cua, si bien es evidente que la línea no puede ser impermeable. Resulta imposible, y seguramente errado, establecer de forma absoluta y clara la pertenencia a un dominio lingüístico u otro, de los pueblos de la zona de transición. El gallego evolucionaba en el Bierzo hasta convertirse en leonés, de forma paulatina, sin rupturas repentinas en el idioma.
Algunos naturales del pueblo consideran su habla menos gallega que la de la vecina La Válgoma. Si bien con respecto al gallego, se puede hablar de algún tipo de autoconciencia de pertenencia a una comunidad lingüística, no sucede lo mismo con las variantes dialectales leonesas, que según parece asimilan a un castellano fuertemente influido por palabras leonesas. Esto no impide un sentimiento de identidad leonesa, aunque matizada por las influencias gallegas, asturianas y propiamente bercianas.
Existían, hasta hace no demasiados años, creencias populares y supersticiones relacionadas con el mal de ojo, el uso de las campanas para alejar las tormentas de granizo, y las apariciones de difuntos y animales con comportamientos propios de seres humanos.
Igualmente se hacían invocaciones para protegerse del mal, como las siguientes: “arrenegau sea el enemigo” o “el enemigo tiene cara gocho”.
En cualquier caso resulta difícil dilucidar hasta donde llega la creencia popular, y en que medida esta no se mezcla con cuentos y relatos oídos en la más tierna infancia y relaborados como leyendas.
Quedan algunos recuerdos en la conciencia de la gente en torno a la Guerra Civil, la presencia de huidos, la de un destacamento de moros en el pueblo, etc.
Puedo señalar la creencia en la mala suerte asociada a un determinado día del mes, y en los presentimientos de desgracias.
Por otra parte, se cree que la madera cortada en determinadas fases lunares y meses no se estropea con tanta facilidad.
Existe una cierta tradición de las promesas de peregrinación, al igual que en otros pueblos del Bierzo.
Pervive en el recuerdo de algunos naturales del pueblo, un hombre de edad avanzada, que no tenía residencia definida, y que de forma regular acudía al pueblo recibiendo alojamiento y manutención por unos días, a cambio de contar historias y cuentos y entretener a los niños. Según parece, también poseía algún conocimiento de medicina popular. Esta persona es todavía recordada con cariño por quienes tuvieron la suerte de oír sus historias.
Se utilizaban amuletos de cuero con oraciones en latín para proteger a las vacas. Estas como sucede en Galicia, y supongo en otras zonas del Noroeste, gozaban de una consideración casi de miembro de la familia. Se les ponía nombre, a diferencia de lo que sucedía con cerdos, o más llamativo burras o caballos. Las vacas constituían una fuente de riqueza y orgullo para las familias.
Contrasta el trato dado a las vacas (lo cual no excluía el venderlas para carne al final de su vida útil), con el trato que merecían los perros. Estos no parecían gozar de especial consideración, y existen numerosas anécdotas al respecto. Su piel se utilizaba para la "mullida" de las vacas. En otras zonas del Bierzo las he visto también de piel de lobo. Es frecuente que los perros anden sueltos por los alrededores, como sucede en otras zonas rurales de la provincia.
Podemos señalar algunos locuciones populares conocidas en Hervededo, en relación con criaturas reales y fantásticas, o el clima:
De las personas vivarachas se dice en Hervededo que son como donecillas (comadrejas).
Un niño pequeño y charlatán puede ser denominado “codornizo”.
Estar alaprado supone estar recostado y escondido, de lepus, leporis; liebre en latín. Se establece una analogía con el comportamiento defensivo del lagomorfo.
Estar hecho un renuberu significa estar muy enfadado y con cara de pocos amigos. El renuberu es un personaje mítico del folclore leonés, gallego y asturiano, al que se atribuyen las tormentas y granizadas. No me consta que se conozca el origen mítico de la expresión; parece haber quedado fosilizada la locución, perdiéndose, no obstante, el conocimiento del mito que le dio origen.
El equivalente utilizado en Hervededo para los gamusinos son los biabardos. Existe una especie de rima popular que reza: Billabardo alpabardo, que por ti aguardo.
De algo muy frío se dice ser más frío que un Teleno. El Teleno es la montaña más alta de los Montes de León; según parece era sagrada para los astures del entorno de Astorga. Curiosamente este monte no se divisa desde la hoya del Bierzo.
Los instrumentos populares que solían acompañar las festividades, son el pandero, que solían tocar las mujeres, y el tamboril. Éste era tañido por un músico semiprofesional, el tamborilero, que tocaba además un pito, especie de flauta. Esta combinación se da en toda el área en los Montes de León, y curiosamente en Huelva. Esto último podría deberse a la repoblación leonesa en parte de la provincia andaluza.
Las gaitas y gaiteros también eran conocidas en Hervededo.
La vendimia y la matanza eran dos de las grandes festividades del calendario agrícola, así como la siega. En ocasiones, se contrataban temporeros, que bajaban desde las montañas limítrofes de Galicia, para ayudar en las tareas agrícolas en las épocas de más trabajo.
Una celebración popular en torno a las castañas es el magosto.
En Hervededo, como en el resto del Bierzo, los vecinos se agrupaban en concejo para realizar tareas comunes y tomar decisiones que afectaban a la comunidad. Cada familia era representada por un vecino (miembro del núcleo familiar).
La arquitectura tradicional se basa en el adobe para los muros y la pizarra para los tejados. Solo en la parte inferior del muro se alzaba un zócalo de piedra para proteger el adobe de la humedad. Sin embargo, la dificultad de conseguir adobes, y las nuevas modas en arquitectura popular van desplazando esta forma de construir.
La iglesia del pueblo consta de una espadaña, que es su parte más valiosa desde un punto de vista de la arquitectura popular, siendo el resto del edificio enteramente moderno.
El vino era una de las principales fuentes de riqueza del pueblo. La variedad de uva más cultivada es la mencía. Con todo, en los últimos años los viñedos se van abandonando por la edad de los agricultores, y el escaso rendimiento económico del cultivo. Algunos de los viñedos están amparados por la D.O. Bierzo, y sus uvas se utilizan en la producción comercial de vino.
Hay tradición de elaborar, para consumo propio, aguardiente a partir del hollejo de las uvas.
Las cerezas son abundantes, aunque no se explotan más que a nivel de autoconsumo, y al árbol aquí se le da el nombre de cerezal, al igual que suele hablarse de la nogal o conchal (juglans regia).
Al parecer las fresas silvestres se dan en alguna zona del término, y se denominan meruéndano o morodo, palabras leonesa y gallega, respectivamente.
En Hervededo la población sigue elaborando de forma artesanal chorizos, botillos, y unto para consumo propio. Cabe señalar, que en el pasado se elaboraban en algunas familias morcillas a base de cebolla y miel, sin aditamento de sangre de cerdo. El embutido se ahúma, a diferencia de lo que sucede en otras zonas de España.
Muchas de las creencias y costumbres aquí citadas no son exclusivas de Hervededo, sino que se dan también en otras zonas del Bierzo, León o Galicia.

## Otros
El pueblo es mencionado de pasada en la novela romántica El señor de Bembibre, de Enrique Gil y Carrasco.